# ستاره بزرگ‌راه
ستاره بزرگ‌راه (به انگلیسی: Highway Star) یکی از آهنگ‌های معروف گروه دیپ پرپل است.این آهنگ در آلبوم ۱۹۷۲ گروه با نام مشین هِد اولین آهنگ به حساب می آید و سریعترین آهنگ آلبوم نیز می‌باشد و بیشتر به خاطر سولوی کیبرد و گیتار طولانی‌اش که در ساختنش از موسیقی کلاسیک تاثیر گرفته شده، شناخته می‌شود.جان لرد ،کیبردییست گروه، این ادعا را کرده بود که سولوی کیبرد و گیتار در این آهنگ را بر پایه ترتیب کوردهای باخ-مانند بنا نهادند.
این آهنگ را هنگامی که گروه با یک اتوبوس عازم پورتسموث بود خلق کرده، یک گزارشگر از اعضای گروه خواسته بود که آن‌ها چگونه یک آهنگ را خلق می‌کنند.گیتاریست ریچی بلکمور؛ گیتار آکوستیک خود را برداشت و شروع به نواختن یک ریف کرد، تنها شامل یک «سل ماژور» و آن را همانطور تکرار می‌کرد و ایان گیلان نیز فی‌البداهه شعر را بر روی آن می‌سرایید.این قطعه بهبود داده شد و در همان شب به اجرا درآمد.برای نخستین بار این آهنگ در آلبوم ۱۹۷۲ گروه با نام مشین هد قرار گرفت و یکی از نسخه‌های معروفِ زنده از ان در البوم زنده‌ی گروه با نام ساخت ژاپن نیز قرار دارد.

## دست‌اندرکاران
- ایان گیلان - خواننده
- جان لرد - کیبرد، ارگ
- ایان پیس -درام و سازهای کوبه‌ای
- ریچی بلکمور - گیتار
- راجر گلاور - بیس گیتار